# Eleição para governador da Luisiana em 1979
A eleição para governador do estado americano da Luisiana em 1979 foi realizada em 21 de novembro o primeiro turno, e o segundo turno em 8 de dezembro, como candidatos   David C. Treen (R) e Louis Lambert (D), entre outros.
David C. Treen foi eleito governador da Luisiana no segundo turno, com uma vantagem de apenas 9.557 votos se tornando o primeiro governador republicano  do estado desde a Reconstrução.

## Resultados

### Primeiro Turno
- David Treen (R) 21,79%
- Louis Lambert (D) 20,74%
- Jimmy Fitzmorris (D) 20,56%
- Paul Hardy (D) 16,62%
- E.L. "Bubba" Henry (D) 9,94%
- Edgar G. "Sonny" Mouton, Jr. (D) 9,10%

#### Endossos
David Treen
- Jimmy Fitzmorris (D)
- Paul Hardy (D)
- E.L. "Bubba" Henry (D)
- Edgar G. "Sonny" Mouton, Jr. (D)

Louis Lambert
- BR Progressive

#### Segundo turno
| Candidato a governador(a) | Votos   | Porcentagem |
| ------------------------- | ------- | ----------- |
| David C. Treen R          | 690.691 | 50,35%      |
| Louis Lambert D           | 681.134 | 49,65%      |